# Yoshimasa Hayashi
Yoshimasa Hayashi (林 芳正?, Hayashi Yoshimasa; Shimonoseki, 19 gennaio 1961) è un politico giapponese, membro della fazione Koga del Partito Liberal Democratico del Giappone e della Camera dei consiglieri della Dieta, al terzo mandato in qualità di rappresentante della prefettura di Yamaguchi.
È stato per due volte ministro dell'agricoltura, delle foreste e della pesca nel secondo governo Abe, ministro della difesa nel governo Fukuda e ministro degli affari esteri nel secondo governo Kishida. Attualmente ricopre l'incarico di capo segretario di gabinetto sempre nel secondo governo Kishida.

## Biografia
Nativo di Shimonoseki, Hayashi si laureò in legge all'Università di Tokyo nel 1984, studiando inoltre alla John F. Kennedy School of Government dell'Università di Harvard. Negli Stati Uniti fece parte dello staff del rappresentante Stephen L. Neal e del senatore William V. Roth, Jr. Iniziò la carriera con la Mitsui & Co., prima di entrare in politica nel 1992 come segretario del padre, l'allora ministro delle finanze Yoshirō Hayashi. Fu eletto membro della Camera dei consiglieri per la prima volta nel 1995.
Il 4 agosto 2008 fu nominato ministro della difesa dal premier Yasuo Fukuda, mantenendo l'incarico per meno di due mesi, prima di essere sostituito da Yasukazu Hamada durante il governo Asō.
Dopo che l'LDP ritornò al potere in seguito alla vittoria nelle elezioni parlamentari del 2012, Hayashi fu indicato come ministro dell'agricoltura, delle foreste e della pesca da Shinzō Abe, riprendendo l'incarico nel febbraio 2015 a causa delle dimissioni di Kōya Nishikawa. Nell'ottobre dello stesso anno, in seguito a un rimpasto di governo, lasciò l'incarico a Hiroshi Moriyama.
Dopo alcuni anni di pausa, il 6 novembre 2021 venne comunicato che Yoshimasa Hayashi sarebbe divenuto ministro degli affari esteri. Divenne ufficialmente titolare del dicastero il 10 novembre seguente. Rimase in carica fino al 13 settembre 2023 a seguito di un rimpasto di governo.
A seguito delle dimissioni del politico Hiromazu Matsuno, nel dicembre dello stenno anno rientra all'interno dell'esecutivo nel ruolo di capo segretario di gabinetto.